# مقاطعة بوتلر (نبراسكا)
مقاطعة بوتلر (بالإنجليزية: Butler County)‏ هي إحدى مقاطعات ولاية نبراسكا في الولايات المتحدة الأمريكية.